# Liste der Mitglieder der Deutschen Akademie der Naturforscher Leopoldina/1748
Die Liste der Mitglieder der Deutschen Akademie der Naturforscher Leopoldina für 1748 enthält alle Personen, die im Jahr 1748 zum Mitglied ernannt wurden. Insgesamt gab es vier neu gewählte Mitglieder.

## Mitglieder
| Nr. | Name                            | Beiname        | Geboren       | Aufnahme | Gestorben     | Bild                            | Datenbank |
| --- | ------------------------------- | -------------- | ------------- | -------- | ------------- | ------------------------------- | --------- |
| 551 | Abraham Back                    | Critodemus II. | 1713          | 24. Feb. | 15. März 1795 | Abraham Bäck                    | 1731      |
| 552 | Rudolph Johann Friedrich Schmid | Morienus       | 1702          | 12. Mai  | 1761          |                                 | 6466      |
| 553 | Christian Gottlieb Kratzenstein | Daedalus III.  | 30. Jan. 1723 | 10. Jun. | 6. Juli 1795  | Christian Gottlieb Kratzenstein | 4148      |
| 554 | Johan Gottschalk Waller         | Philetes II.   | 11. Juli 1709 | 10. Jul. | 16. Nov. 1785 | Johan Gottschalk Wallerius      | 5365      |

## Hinweis zu den Lebensdaten
In der Liste sind zunächst die Lebensdaten gemäß Archiv der Leopoldina aufgenommen. Die Lebensdaten im Namensartikel können daher von den Lebensdaten in der Liste abweichen.